# Barry Bostwick
Barry Knapp Bostwick (San Mateo, California; 24 de febrero de 1945) es un actor estadounidense de cine y televisión.

## Carrera
En 1970, hace su debut en la película The Klowns, le sigue la película Jennifer on My Mind con el personaje de Nanki. Otras de sus apariciones en los años 70 fueron : El planeta salvaje, Road Movie, Slitcher, The Chadwick Family, The Wrong Damn Family, The Rocky Horror Picture Show, The Quinns, y Movie movie. En 1997 le fue diagnosticado cáncer de próstata y 10 días después le fue extirpado.

## Vida personal
En 1987 se casó con Stacey Nelkin y se divorciaron en 1991. Más tarde se casó con Sherri Jensen, con quien tuvo 2 hijos y de quien se divorció en 2009.

## Filmografía
| Año       | Película                                      | Personaje                                             |
| --------- | --------------------------------------------- | ----------------------------------------------------- |
| 1970      | The Klowns                                    |                                                       |
| 1971      | Jennifer on My Mind                           | Nanki                                                 |
| 1973      | El planeta salvaje                            | Narrador                                              |
| 1974      | Road Movie                                    | Hank                                                  |
| 1974      | Slitcher                                      | Dick Kanipsia                                         |
| 1974      | The Chadwick Family                           | Tom McTaggert                                         |
| 1975      | The Wrong Damn Film                           | Alex Rounder                                          |
| 1975      | The Rocky Horror Picture Show                 | Brad Majors                                           |
| 1978      | Los ángeles de Charlie                        | Ted Machilin                                          |
| 1979      | Hawaii Five-0                                 | Lucas Sandover                                        |
| 1980      | Los amantes del cine mundo                    | John Gilbert                                          |
| 1982      | American Playhouse                            | Steelworker                                           |
| 1983      | Summer Girl                                   | Gavin Shelburne                                       |
| 1984      | George Washington: La Miniserie               | George Washington, personaje principal                |
| 1985      | Toda una mujer                                | Paul McGill                                           |
| 1986      | Pleasures                                     | Ben Scott                                             |
| 1986      | George Washington II: The Forging of a Nation | George Washington, personaje principal                |
| 1989      | Tu a Boston y yo a California 3               | Jeffrey Wyatt                                         |
| 1993      | Prisionero de la ira                          | Justin Conrad                                         |
| 1993      | Weekend at Bernie's II                        | Hummel                                                |
| 1994      | Danielle Steel: Una vez en la vida            | Dr. Matthew Dane                                      |
| 1995      | Secretary                                     | Eric Bradford                                         |
| 1996-2002 | Spin City                                     | Mayor Randall M. Winston Jr. / Randall M. Winston Jr. |
| 2003      | Como la vida misma                            | Max Damarius                                          |
| 2003      | 101 dálmatas 2                                | Thunderbolt                                           |
| 2004      | Chestnut, el héroe de Central Park            | Thomas Trundle                                        |
| 2005      | Las Vegas: Serie                              | Martin                                                |
| 2004-2007 | Ley y orden: Unidad de víctimas especiales    | Oliver Gates                                          |
| 2009      | Sobrenatural                                  | Jay                                                   |
| 2009      | Entre fantasmas                               | Don Sullivan                                          |
| 2010      | Glee                                          | Tim Stanwick                                          |
| 2012      | The New Normal                                | Marty                                                 |
| 2013      | Teen Beach Movie                              | Big Poppa                                             |
| 2013      | Masters of Sex                                | Morris                                                |
| 2013      | Scandal                                       | Jerry Grant                                           |
| 2013      | Psych                                         | Roland Armitage                                       |
| 2017      | Gordo Mentiroso 2                             | Larry Wolf                                            |